# Liste der Kulturdenkmäler in Wasenberg (Willingshausen)
Die folgende Liste enthält die in der Denkmaltopographie ausgewiesenen Kulturdenkmäler auf dem Gebiet des Ortsteils Wasenberg der  Stadt Willingshausen, Schwalm-Eder-Kreis, Hessen.
Hinweis: Die Reihenfolge der Denkmäler in dieser Liste orientiert sich an der Anschrift, alternativ ist sie auch nach der Bezeichnung oder der Bauzeit sortierbar.
Kulturdenkmäler werden fortlaufend im Denkmalverzeichnis des Landes Hessen durch das Landesamt für Denkmalpflege Hessen auf Basis des Hessischen Denkmalschutzgesetzes (HDSchG) geführt. Die Schutzwürdigkeit eines Kulturdenkmals hängt nicht von der Eintragung in das Denkmalverzeichnis des Landes Hessen oder der Veröffentlichung in der Denkmaltopographie ab.

Das Vorhandensein oder Fehlen eines Objekts in dieser Liste ist keine rechtsverbindliche Auskunft darüber, ob es Kulturdenkmal ist oder nicht: Diese Liste entspricht möglicherweise nicht dem aktuellen Stand der offiziellen Denkmaltopographie. Diese ist für Hessen in den entsprechenden Bänden der Denkmaltopographie Bundesrepublik Deutschland und im Internet unter DenkXweb – Kulturdenkmäler in Hessen einsehbar. Auch diese Quellen sind, obwohl sie durch das Landesamt für Denkmalpflege Hessen aktualisiert werden, nicht immer aktuell, da es im Denkmalbestand immer wieder Änderungen gibt.
Eine verbindliche Auskunft erteilt allein das Landesamt für Denkmalpflege Hessen.
Nutze diese Kartenansicht, um Koordinaten in der Liste zu setzen. In dieser Kartenansicht sind Kulturdenkmale ohne Koordinaten mit einem roten bzw. orangen Marker dargestellt und können in der Karte gesetzt werden. Kulturdenkmale ohne Bild sind mit einem blauen bzw. roten Marker gekennzeichnet, Kulturdenkmale mit Bild mit einem grünen bzw. orangen Marker.

## Wasenberg
| Bild                     | Bezeichnung                                    | Lage                                  | Beschreibung                     | Bauzeit | Daten |
| ------------------------ | ---------------------------------------------- | ------------------------------------- | -------------------------------- | ------- | ----- |
| Bild gesucht BW          | Gesamtanlage Wasenberg                         | Wasenberg Lage                        |                                  |         |       |
| Bild gesucht BW          | Wohnwirtschaftsgebäude Am alten Pflaster 2     | Wasenberg, Am alten Pflaster 2 Lage   |                                  |         |       |
| Bild gesucht BW          | Ellerhaus Am Berg 4                            | Wasenberg, Am Berg 4 Lage             |                                  |         |       |
| Bild gesucht BW          | Hofanlage Am Feuerwehrhaus 2                   | Wasenberg, Am Feuerwehrhaus 2 Lage    |                                  |         |       |
| Bild gesucht BW          | Ernhaus Am Feuerwehrhaus 3                     | Wasenberg, Am Feuerwehrhaus 3 Lage    |                                  |         |       |
| Bild gesucht BW          | Wohnhaus Am Tanzplatz 4                        | Wasenberg, Am Tanzplatz 4 Lage        |                                  |         |       |
| Bild gesucht BW          | Ernhaus Backgasse 1                            | Wasenberg, Backgasse 1 Lage           |                                  |         |       |
| Bild gesucht BW          | Fachwerkhaus Backgasse 4                       | Wasenberg, Backgasse 4 Lage           |                                  |         |       |
| Bild gesucht BW          | Hofanlage Backgasse 12                         | Wasenberg, Backgasse 12 Lage          |                                  |         |       |
| Bild gesucht BW          | Ernhaus Enggasse 2                             | Wasenberg, Enggasse 2 Lage            |                                  |         |       |
| Bild gesucht BW          | Wohnhaus Friedhofstraße 2                      | Wasenberg, Friedhofstraße 2 Lage      |                                  |         |       |
| Bild gesucht BW          | Ernhaus Friedhofstraße 4                       | Wasenberg, Friedhofstraße 4 Lage      |                                  |         |       |
| Bild gesucht BW          | Wohnhaus Hauptstraße 6                         | Wasenberg, Hauptstraße 6 Lage         |                                  |         |       |
| Bild gesucht BW          | Wohnhaus Hauptstraße 7                         | Wasenberg, Hauptstraße 7 Lage         |                                  |         |       |
| Bild gesucht BW          | Wohnhaus Hauptstraße 9                         | Wasenberg, Hauptstraße 9 Lage         |                                  |         |       |
| Bild gesucht BW          | Wohnhaus Hauptstraße 10                        | Wasenberg, Hauptstraße 10 Lage        |                                  |         |       |
| Bild gesucht BW          | Ernhaus Hauptstraße 12                         | Wasenberg, Hauptstraße 12 Lage        |                                  |         |       |
| Bild gesucht BW          | Hofanlage Hauptstraße 15                       | Wasenberg, Hauptstraße 15 Lage        |                                  |         |       |
| Bild gesucht BW          | Ernhaus Hauptstraße 17                         | Wasenberg, Hauptstraße 17 Lage        |                                  |         |       |
| Bild gesucht BW          | Wohnwirtschaftsgebäude Hauptstraße 19          | Wasenberg, Hauptstraße 19 Lage        |                                  |         |       |
| Bild gesucht BW          | Wohnhaus Hauptstraße 20                        | Wasenberg, Hauptstraße 20 Lage        |                                  |         |       |
| Bild gesucht BW          | Ernhaus Hauptstraße 21                         | Wasenberg, Hauptstraße 21 Lage        |                                  |         |       |
| Bild gesucht BW          | Backhaus                                       | Wasenberg, Hauptstraße 22 Lage        |                                  |         |       |
| Bild gesucht BW          | Wohnhaus Hauptstraße 23                        | Wasenberg, Hauptstraße 23 Lage        |                                  |         |       |
| Bild gesucht BW          | Doppelwohnhaus In der Gasse 1 und 3            | Wasenberg, In der Gasse 1 und 3 Lage  |                                  |         |       |
| Bild gesucht BW          | Ernhaus Kirchstraße 1                          | Wasenberg, Kirchstraße 1 Lage         |                                  |         |       |
| Bild gesucht BW          | Erntennenhaus Kirchstraße 2                    | Wasenberg, Kirchstraße 2 Lage         |                                  |         |       |
| Evangelische Pfarrkirche | Evangelische Pfarrkirche                       | Wasenberg, Kirchstraße 3 Lage         | neugotisches Gebäude von 1857    |         |       |
| Bild gesucht BW          | Ernhaus Kirchstraße 5                          | Wasenberg, Kirchstraße 5 Lage         |                                  |         |       |
| Bild gesucht BW          | Hofanlage Kirchstraße 7                        | Wasenberg, Kirchstraße 7 Lage         |                                  |         |       |
| Bild gesucht BW          | Erntennenhaus Kirchstraße 8                    | Wasenberg, Kirchstraße 8 Lage         |                                  |         |       |
| Bild gesucht BW          | Wohnhaus Kirchstraße 9                         | Wasenberg, Kirchstraße 9 Lage         |                                  |         |       |
| Bild gesucht BW          | Ernhaus Kirchstraße 15                         | Wasenberg, Kirchstraße 15 Lage        |                                  |         |       |
| Bild gesucht BW          | Scheune Lauterbachstraße 2                     | Wasenberg, Lauterbachstraße 2 Lage    |                                  |         |       |
| Bild gesucht BW          | Wohnhaus Lauterbacher Straße 4                 | Wasenberg, Lauterbacher Straße 4 Lage |                                  |         |       |
| Bild gesucht BW          | Wohnhaus Lauterbacher Straße 8                 | Wasenberg, Lauterbacher Straße 8 Lage |                                  |         |       |
| Bild gesucht BW          | Hofanlage Marburger Straße 16                  | Wasenberg, Marburger Straße 16 Lage   |                                  |         |       |
| Bild gesucht BW          | Saalgebäude Schreinergasse 3                   | Wasenberg, Schreinergasse 3 Lage      |                                  |         |       |
| Bild gesucht BW          | Wohnhaus Schreinergasse 4                      | Wasenberg, Schreinergasse 4 Lage      |                                  |         |       |
| Bild gesucht BW          | Wohnhaus Treysaer Straße 11                    | Wasenberg, Treysaer Straße 11 Lage    |                                  |         |       |
| Bild gesucht BW          | Wohnwirtschaftsgebäude Zu den Auewiesen 1      | Wasenberg, Zu den Auewiesen 1 Lage    |                                  |         |       |
| Bild gesucht BW          | Wohnhaus Zu den Auewiesen 2                    | Wasenberg, Zu den Auewiesen 2 Lage    |                                  |         |       |
| Bild gesucht BW          | Wohnhaus Zu den Auewiesen                      | Wasenberg, Zu den Auewiesen Lage      |                                  |         |       |
| Bild gesucht BW          | Hauptgebäude einer Hofanlage Zum Rohnstrauch 2 | Wasenberg, Zum Rohnstrauch 2 Lage     |                                  |         |       |
| Bild gesucht BW          | Schatteröder Brunnen                           | Wasenberg, Schatteröder Weg Lage      | Weidebrunnen am Schatteröder Weg |         |       |